# Česká mše vánoční (folk)
Česká mše vánoční je nahrávka Rybovy České mše v podání českých folkových zpěváků.
V létě roku 1993 se na statku ve Vleticích sešli různí folkoví umělci, a ve spolupráci s Českým rozhlasem 2 - Praha společně natočili folkovou verzi této mše.

## Účinkují
- Jaromír Nohavica
- Robert Křesťan
- Vítek Zícha
- Lenka Slabá
- Wabi Daněk
- Šárka Benetková
- Karel Markytán
- J. Matějů
- Ivan Zícha
- Pavel Anděl Pokorný
- Vojtěch Zícha
- Pavel Žalman Lohonka

## Seznam skladeb
| Česká mše vánoční | Česká mše vánoční             | Česká mše vánoční                                                   | Česká mše vánoční |
| Pořadí            | Název                         | účinkují                                                            | Délka             |
| ----------------- | ----------------------------- | ------------------------------------------------------------------- | ----------------- |
| 1.                | Kyrie                         | Nohavica, Křesťan, Zicha, Slabá, Daněk, Benetková, Markytán a další | 5:11              |
| 2.                | Když Panna Maria              | Žalman                                                              | 2:37              |
| 3.                | Gloria                        | Nohavica, Křesťan, Zícha, Slabá, Daněk                              | 5:23              |
| 4.                | Nové hvězdy, nové světlo      | Žalman                                                              | 2:20              |
| 5.                | Graduale (Vzhůru bratři)      | Nohavica, Křesťan, Zícha, Slabá, Daněk                              | 3:40              |
| 6.                | Toto malé děťátko             | Žalman                                                              | 1:51              |
| 7.                | Credo (pospíchejme k Betlému) | Nohavica, Křesťan, Zícha, Slabá. Daněk a další.                     | 5:57              |
| 8.                | Offertorium                   | Nohavica, Křesťan, Zícha, Slabá, Daněk a další                      | 7:38              |
| 9.                | Co to znamená                 | Žalman                                                              | 1:41              |
| 10.               | Sanctus                       | Nohavica, Křesťan, Zícha, Slabá, Daněk a další                      | 2:06              |
| 11.               | Na nebesích hvězdička vychází | Žalman                                                              | 2:44              |
| 12.               | Benedictus                    | Nohavica, Křesťan, Zícha, Slabá, Daněk a další                      | 4:04              |
| 13.               | Agnus Dei                     | Nohavica, Křesťan, Zícha, Slabá, Daněk a další                      | 2:21              |
| 14.               | Communio                      | Nohavica, Křesťan, Zícha, Slabá, Daněk a další                      | 3:16              |
| Celková délka:    | Celková délka:                | Celková délka:                                                      | 50:47             |